# 白面金毛九尾狐
白面金毛九尾狐（白面金毛九尾の狐/はくめんこんもうきゅうびのきつね）又稱「金毛九尾狐」、「三國傳來的金毛玉面九尾」等，广义而言是指九尾狐的一种分類或九尾狐本身。其形象可能是受到唐朝《酉陽雜俎》的影響，然而其故事大致上是日本獨有的傳說，盛傳其發源地的印度與中國均無相關傳說，換言之應是九尾狐的傳說流入日本後在經年累月之下重新拼湊起的佛說故事。

## 概要
這裡從狹義上進行解釋，可以認為是一隻特殊的九尾狐。根據江戶時代開始的傳說，華陽天、妺喜、妲己、褒姒和玉藻前是這隻金毛玉面九尾狐在不同國家和時代的化身。

## 特徴
對金毛玉面九尾狐的姿態有多種說法，分為幻化人型說和狐狸本體說。
- 狐狸本體說：可以認為其作為狐狸精已經進化到了最高境界，具有九條尾巴。因具有強大的神通力，體色也從普通狐狸的顏色進化到金色，而面上的毛髮也變化為白色。
- 幻化人型說：「玉面」或「白面」在文學上都是形容美麗、妖嬈的女子。

## 經歷

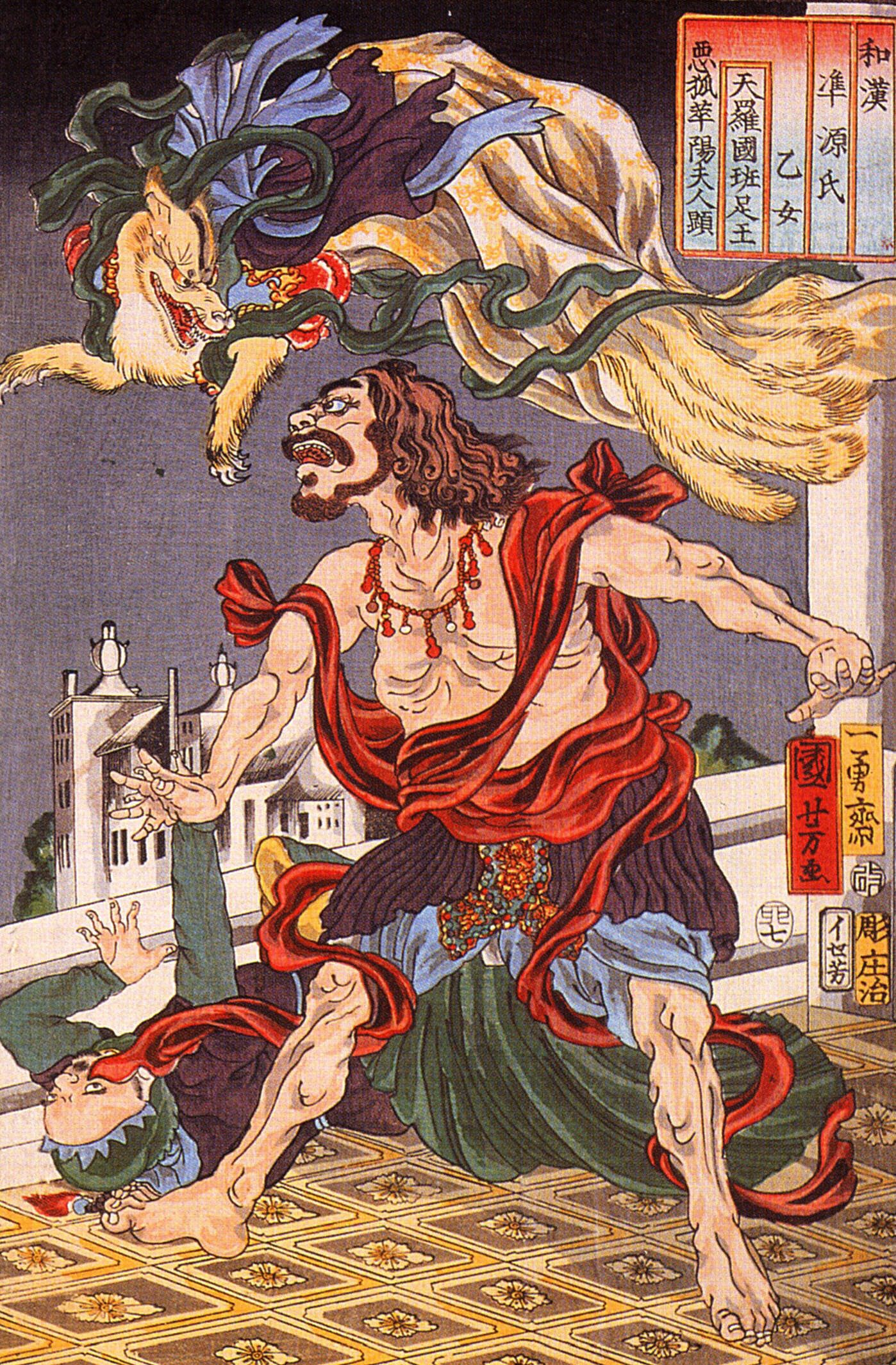
班足太子和九尾之狐。 歌川國芳的浮世絵

- 白面金毛九尾狐發源於印度，具體產生原因不明。最早以南天竺摩揭陀班足太子之妃華陽夫人的身份出現，打算毀滅南天竺假傳神諭，讓班足太子斬千首以祭祀大黑天，卻被仙草點出原型，落荒而逃。
- 前11世紀，現身於中國，殺死並吃掉商朝最後一代君主紂所選取的美女妲己並幻化為其型，讓紂王荒誕不經，實行暴政。最後由姜尚輔助周武王起兵滅殷，用照妖鏡照出其本體，並將其斬首，但其元神卻得以逃脫。[3]
- 前780年，幻化為周幽王的寵妃褒姒，周幽王為了獲其一笑，在和平時期點燃烽火，最終引來滅國之災和殺身之禍，而褒姒也不知所終，之後在中國隱姓埋名過生活，在幾百年之後的唐朝出現。
- 753年，幻化為16、17歲名為若藻的美貌少女，她自称是唐玄宗大臣司马元修的女儿，用計誘惑了吉備真備，準備同阿倍仲麻呂及鑒真和尚一起作为第十代的遣唐使乘船返回日本，但因途中遭遇大風而未果；一說其是同第九代的遣唐使一起返回日本的。
- 1113年，日本北面的武士坂部行綱因不育而去寺廟祈求一子，白面金毛九尾狐化身為名為藻的女嬰出現在其返回的途中，武士夫婦遂收養了藻女，並細心養大。
- 1130年，被坂部夫婦養大的藻女於18歲之齡選入宮中，被賜名為玉藻前。其無論才能還是美貌都非常出眾，深為鳥羽上皇的寵愛。但不久後，鳥羽上皇重病不起。陰陽師安倍泰親（安倍晴明的後代）暗中調查，發現是玉藻前作怪，玉藻前在陰陽法訣前暴露了其白面金毛九尾狐的本體，只得從宮中逃亡。
- 數年後，其又出現在下野國（現在的那須郡），誘拐旅途中的婦女和小孩並殺害吃掉他們，這些暴行震驚朝綱，鳥羽上皇發出了討伐白面金毛九尾狐的命令。八萬士兵在那須集結，最終將白面金毛九尾狐捕殺。由於其元神不滅，最後只能將它化身的巨大毒石（殺生石）封印。
- 到了室町時代初期，由會津示現寺的玄翁和尚開光，殺生石終於被破壞，並飛散到日本各地。

## 腳註
1. ↑  日本所謂的三國通常是指天竺（印度）、唐土（中國）和日本的通稱。
2. ↑  唐朝《酉陽雜俎》：「道術中有天狐別行法，言天狐九尾金色，役於日月宮，有符有醮日，可洞達陰陽。」
3. ↑  《繪本三國妖婦傳》，高井伴寬（蘭山，1762~1838）在文化元年、二年（1804~1805）所著的繪本，是橫跨日本三國的大規模故事。其中詳述了九尾狐所進行的各種惡行（殘忍、淫樂行為）。